# Sanktuarium Matki Bożej Grodowieckiej – Jutrzenki Nadziei w Grodowcu
Sanktuarium Matki Bożej Grodowieckiej – Jutrzenki Nadziei – pielgrzymkowy zespół kościelny położony w parafii św. Jana Chrzciciela w Grodowcu, w województwie dolnośląskim, w powiecie polkowickim, w gminie Grębocice. Kościół jest jednym z jedenastu sanktuariów diecezji zielonogórsko–gorzowskiej. 

## Skład zespołu
W skład zespołu kościelno–pielgrzymkowego wchodzi kościół parafialny pod wezwaniem św. Jana Chrzciciela (wzmiankowany w XIII wieku), kaplica Góry Oliwnej, Kalwaria z XIX wieku, oddalona ok. 500 m od świątyni, monumentalne schody wraz z tarasami, murem oraz rzeźbą figuralną z XVIII/XIX wieku.

## Architektura
Obecny barokowy kościół parafialny wybudowano w latach 1702–24, wykorzystując mury starszego kościoła z lat 1591–1602. Najstarszą częścią jest środkowa nawa chóru. Kościół jest budowlą halową wzniesioną na planie prostokąta, 3–nawową, z wąskim prezbiterium. Monumentalna neogotycka wieża pochodzi z 1856, wzniesiona jest na planie ośmioboku, jej wysokość wynosi 40 metrów. Wieża wzniesiona została w miejscu wcześniejszej, rozebranej w 1835. Bryłę kościoła pokrywa dwuspadowy dach o połaciach z blachy miedzianej.
Na zewnętrznej ścianie kościoła znajdują się epitafia, m.in.:
- Hedwig von Stosch (1541-1570), von: 
  - ojcowskie: Stosch (lg), Niebelschütz (ld),
  - matczyne: Glaubitz (pg), Loeben (pd)[3].
- Hansa von Zedlitz (zm. 1564), von:
  - ojcowskie: Zedlitz, Hochberg
  - matczyne:  Lest, Bibran.
- Georga von Zedlitz (zm. 1579), von:
  - ojcowskie: Zedlitz, X
  - matczyne: Kottwitz, Lest.
- Frantza von Dyhrn (zm. 1586)
  - ojcowskie: Dyhrn, Stosch, Schlichting, Mutouchtzcher
  - matczyne: Niebelschütz, Stimsler, Schweidenitz, Kreckwitz[4]
- Ernesta von Dyhrn (zm. 1595)
  - ojcowskie: Dyhrn, Loeben
  - matczyne: Niebelschütz, Stosch
- Ennelein von Pusch (zm. 1581), von:
  - ojcowskie: Pusch, Kreckwitz
  - matczyne: Stosch, Glaubitz
- kobiety von Stosch (zm. 1595), żona Nickela von Dyhrn, von:
  - ojcowskie: Stosch, Loeben
  - matczyne: X (zatynkowane), Schlichting
- Balthasara von Borwitz, von:
  - ojcowskie: Borwitz, Schlichting
  - matczyne: Borwitz, Zedlitz[5].

## Wnętrza
Budowla ma prostokątną przybudówkę od strony wschodniej, w której mieści się zakrystia. Od strony południowej, na drugiej osi od wschodu oraz na osi piątej znajdują się dwie kruchty. W kruchcie zachodniej (tzw. baptysterium), w narożach balustrad, znajdują się figury Najświętszej Marii Panny i św. Jana Nepomucena z około 1749. W niszy piwnicznej pod schodami znajduje się kaplica pod wezwaniem św. Aleksego z połowy XVIII wieku. Nawę główną nakrywa 6–przęsłowe sklepienie kolebkowe z lunetami, a nawy boczne sklepienia żaglowe. Wnętrze kościoła jest późnobarokowe, pochodzi z pierwszej połowy XVIII wieku.

## Wyposażenie
W świątyni znajduje się 8 ołtarzy.
Przy ołtarzu głównym znajduje się cudowna figura Matki Bożej Grodowieckiej (Matka Boża przedstawiona jest jako dziecko). Rzeźba ta mierzy ok. 100 cm wysokości. Można w niej odnaleźć cechy późnogotyckie.
Po lewej stronie ołtarza głównego mieści się ołtarz boczny, poświęcony zaślubinom Najświętszej Marii Panny ze św. Józefem, po prawej zaś ołtarz Dobrej Śmierci, zwany także Umarłych.
Pozostałe ołtarze boczne to: 
- ołtarz św. Barbary (rokokowy),
- św. Jana Chrzciciela (późnobarokowy),
- chrztu Jezusa w Jordanie,
- Świętego Krzyża
- ołtarz Czternastu Wspomożycieli (czyli św. Akacjusza, Barbary, Błażeja, Cyriaka, Dionizego, Erazma, Eustachego Rzymskiego, Idziego, Jerzego, Katarzyny Aleksandryjskiej, Krzysztofa, Małgorzaty, Pantaleona oraz Wita). Pod tym ołtarzem znajduje się grobowiec Barberiny Campanini von Cocceji.

Ambona z przełomu XVII i XVIII wieku jest unikalnym dziełem snycerskim. Przedstawia ona sceny z życia Chrystusa: rozmnożenie chleba oraz Przemienienie Pańskie na górze Tabor.
Przy wejściu na schody południowe z połowy XVIII wieku, po obu stronach umieszczono figury św. Jana Nepomucena i Mikołaja z ok. 1736. W centrum placu usytuowana jest rzeźbiona w kamieniu Grupa Ukrzyżowania. Zamknięcie podejścia zwieńczone jest bramą architektoniczną, która łączy się z Kaplicą Góry Oliwnej. W 1999 rozbudowano pobliskie schody zachodnie. Schody te wraz z wejściem były założeniem powstałym na przełomie XIX i XX wieku.

## Proboszczowie (Kustoszowie Sanktuarium)[6]
- ks. Radosław Horbatowski (od 2022)
- ks. Marcin Kliszcz (2018–2022)
- ks. Mariusz Kołodziej (2013–2018)
- ks. Waldemar Sołtysiak (2006–2013)
- ks. Witold Pietsch (1990–2006)
- ks. Olgierd Banaś (1984–1990)
- ks. Tadeusz Skibiński (1967–1984)
- ks. Stanisław Zając (1960–1966)
- ks. Wiktor Józefowicz (1957−1960)

## Galeria

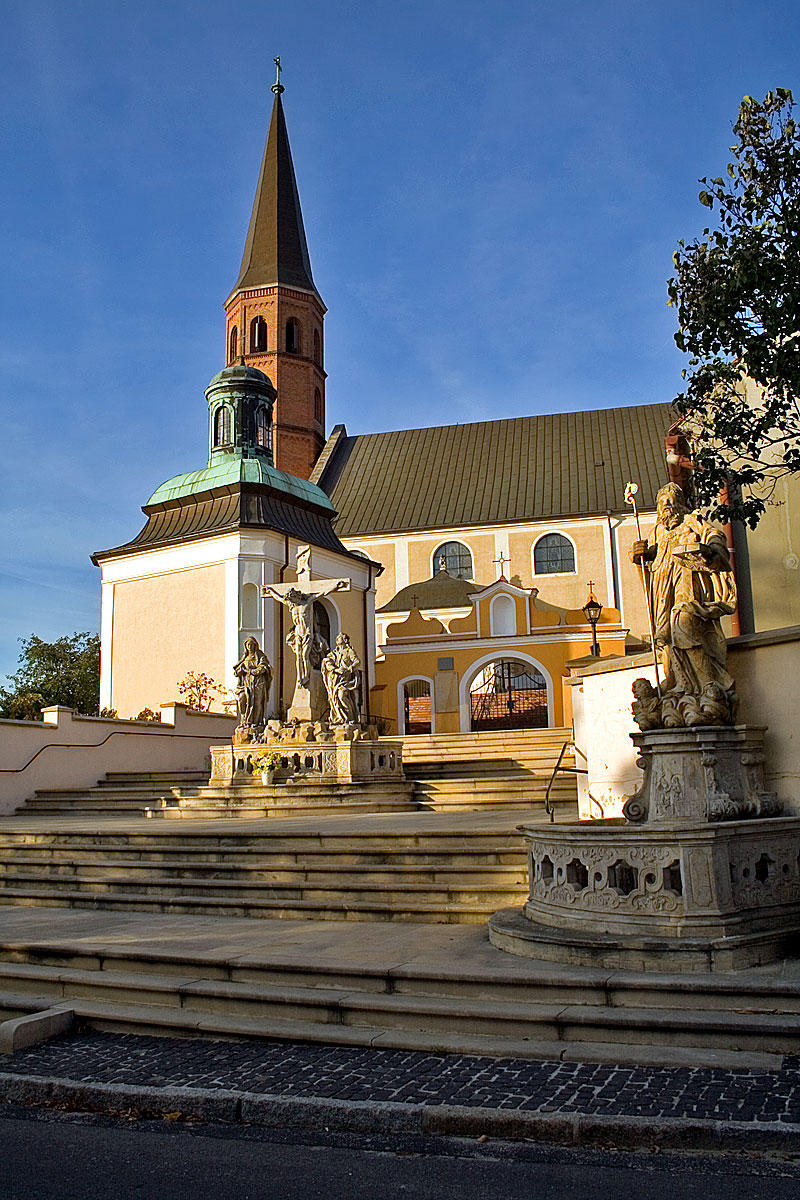
Kościół św. Jana Chrzciciela
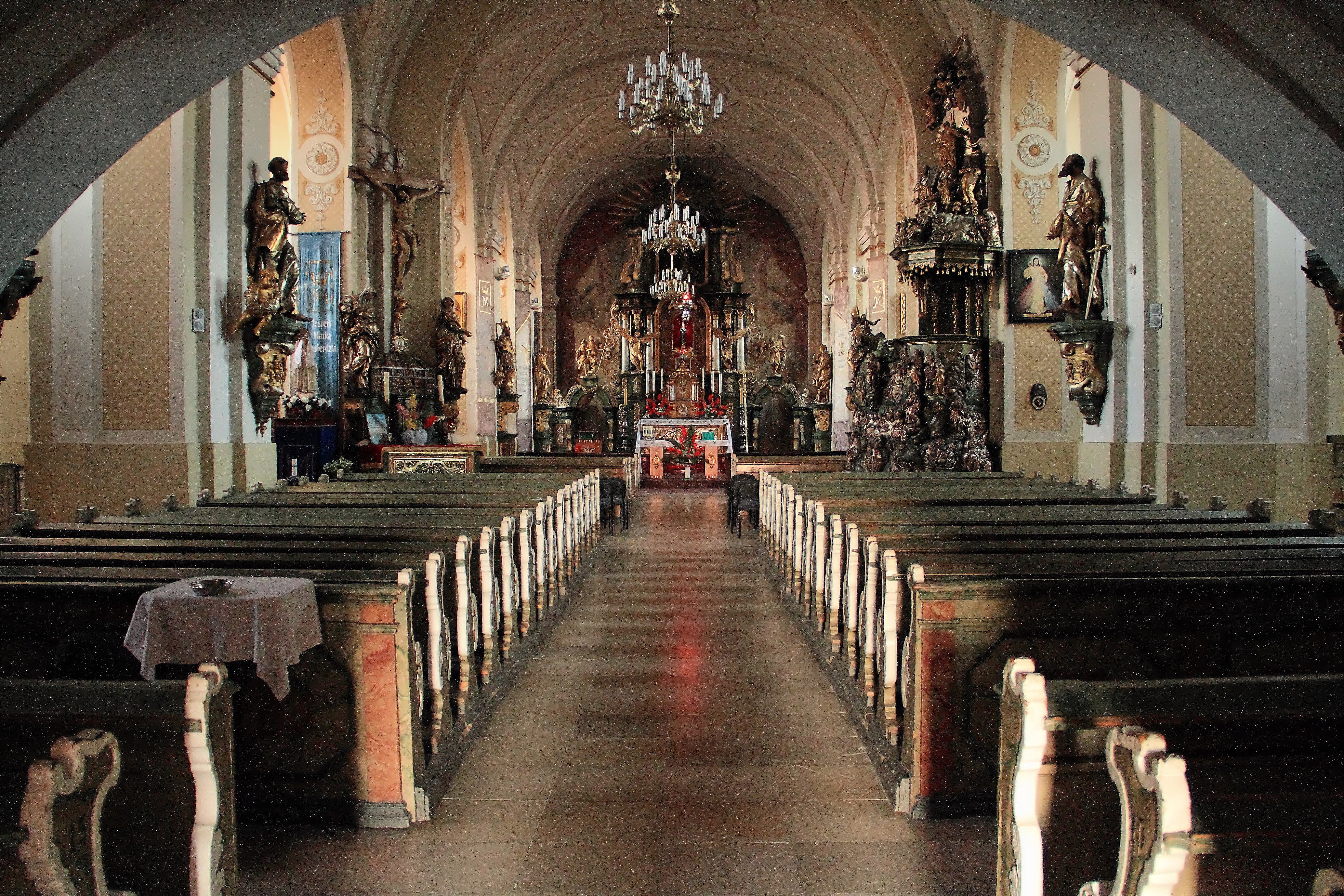
Wnętrze kościoła
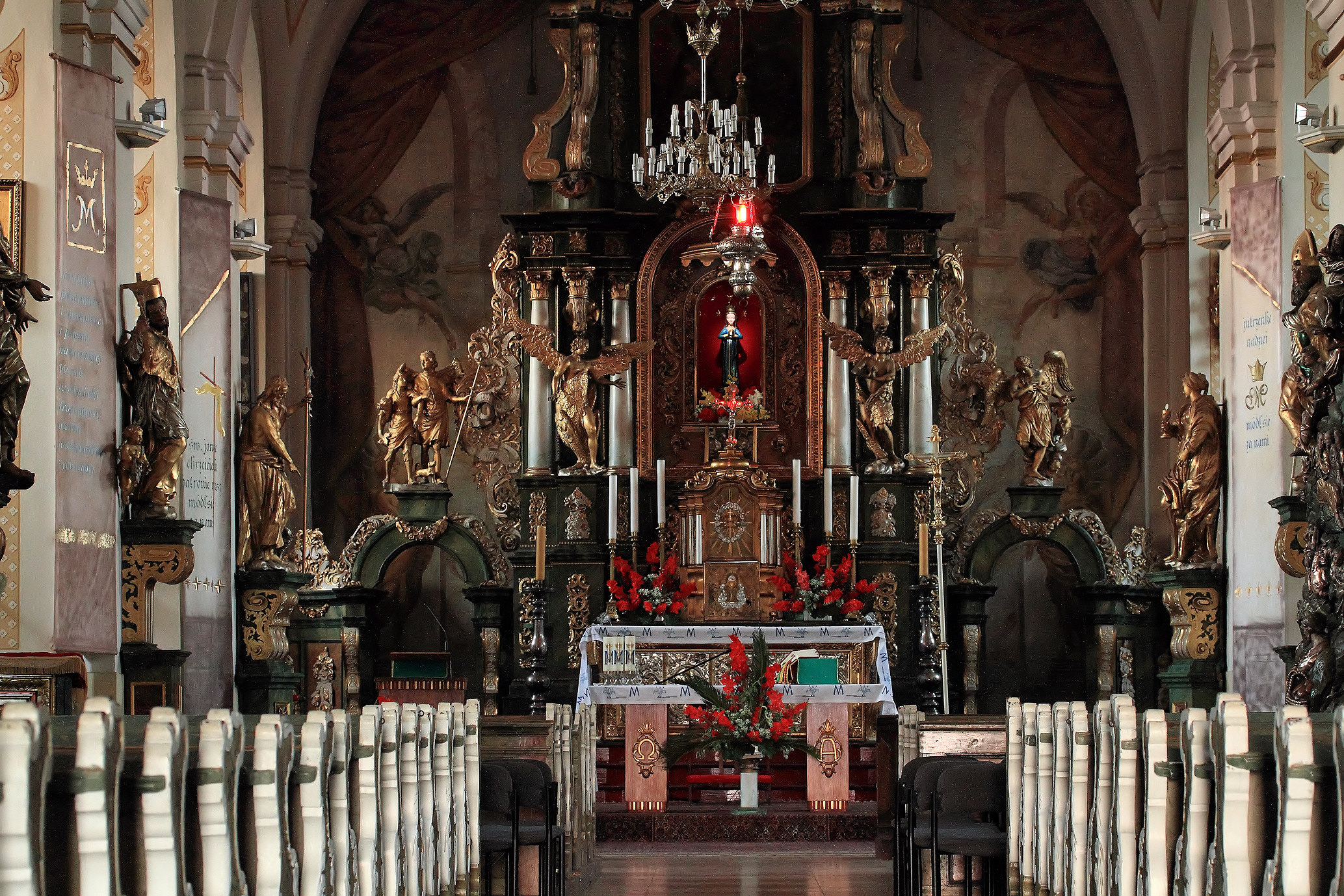
Ołtarz główny
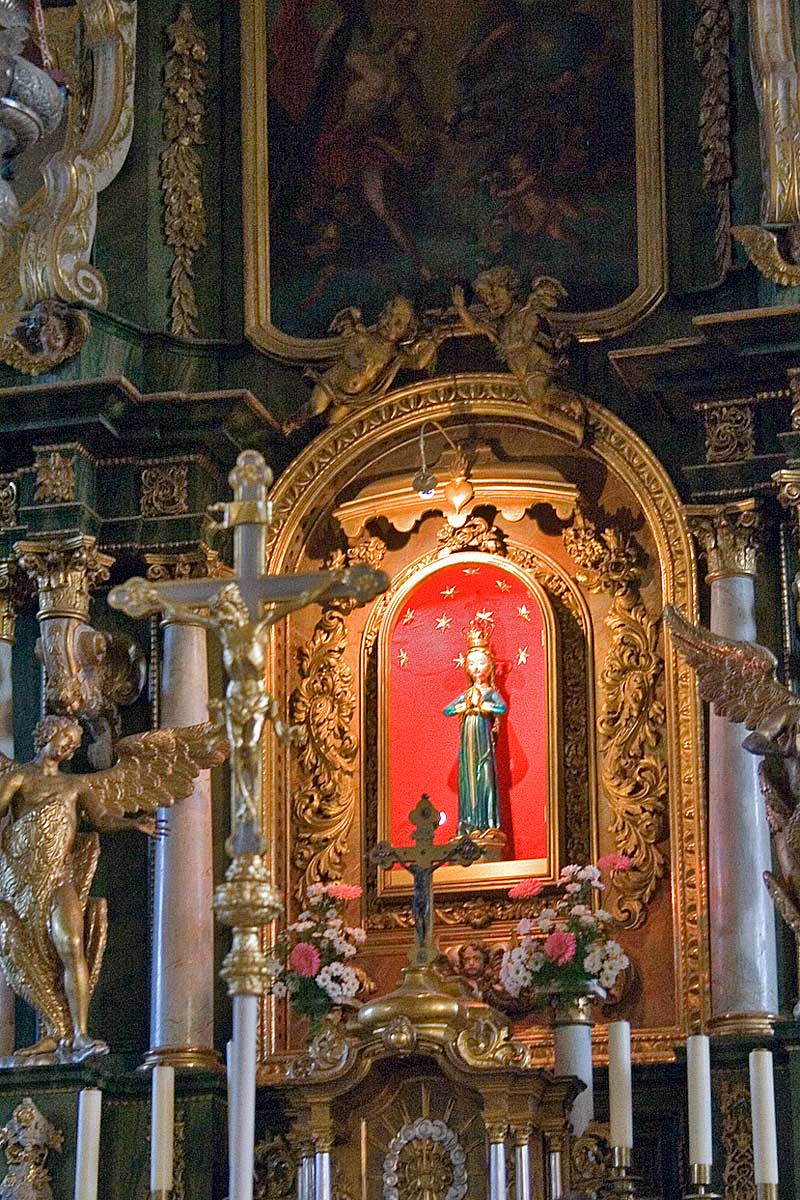
Figura MB Grodowieckiej
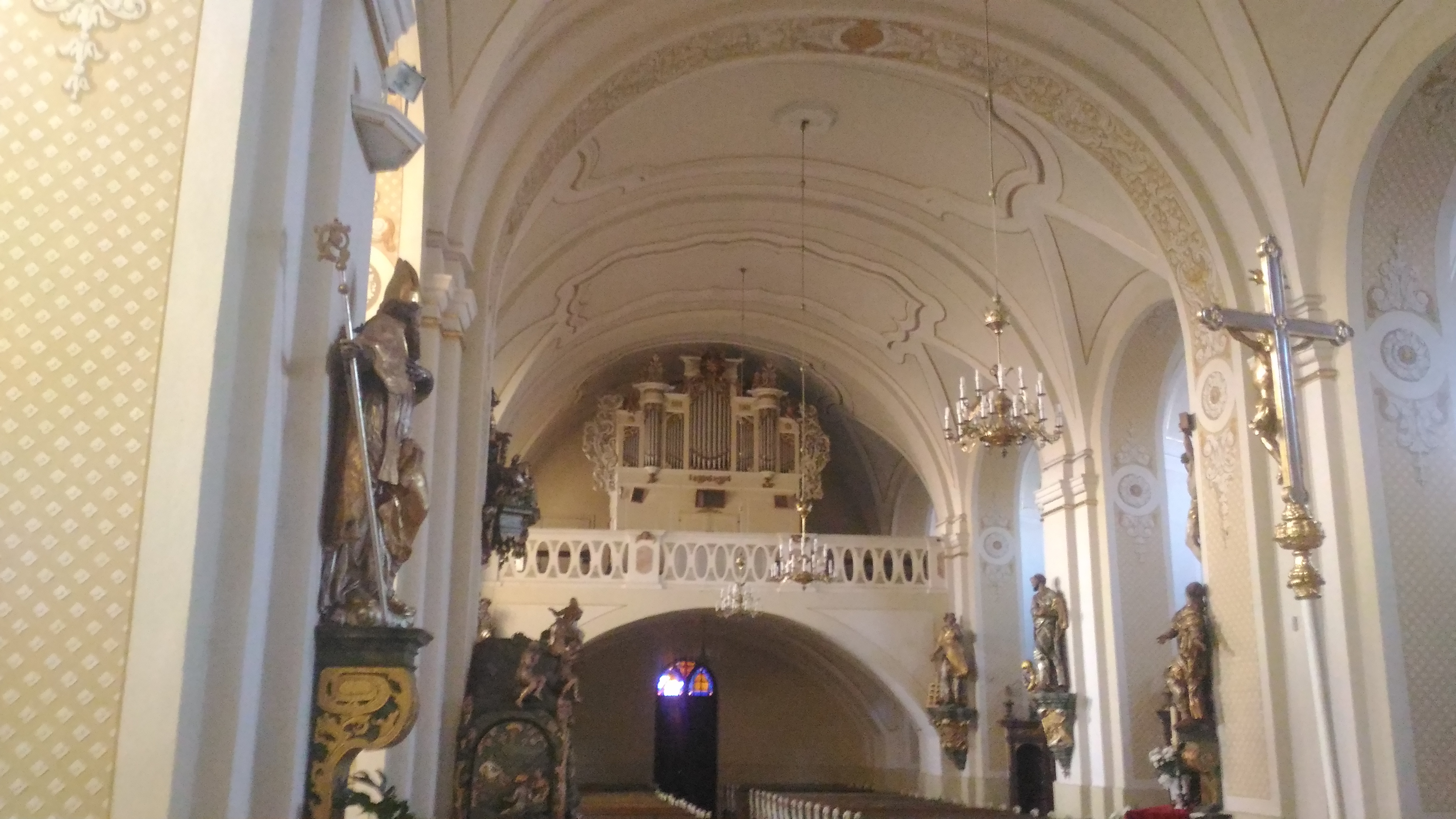
Empora z widocznymi organami